# Korvigdjuak Island
Korvigdjuak Island är en ö i Kanada.   Den ligger i territoriet Nunavut, i den nordöstra delen av landet, 2 700 km norr om huvudstaden Ottawa. Arean är 7,6 kvadratkilometer.
Terrängen på Korvigdjuak Island är lite kuperad. Öns högsta punkt är 281 meter över havet. Den sträcker sig 6,2 kilometer i nord-sydlig riktning, och 3,4 kilometer i öst-västlig riktning.
Trakten runt Korvigdjuak Island är nära nog obefolkad, med mindre än två invånare per kvadratkilometer.